# Università del Texas ad Austin
L'Università del Texas ad Austin (in inglese: University of Texas at Austin, nota anche come UT Austin o UT) è un'università pubblica statunitense. È considerata l'accademia più prestigiosa del sistema universitario texano.

## Storia
Essa fu fondata nel 1883 e nel 2007 contava oltre 50 000 tra studenti iscritti e laureati e 16 500 tra docenti e personale. Attualmente è il più grande di tutti gli istituti del Texas.